# Foča
Foča je mesto in središče istoimenske občine na jugovzhodu Bosne in Hercegovine.

## Zemljepis
Foča se nahaja na jugovzhodu države v bližini meje s Črno goro, nedaleč je tudi Srbija (Raška). Mesto leži na desnem bregu reke Drine vzdolž njenega desnega pritoka Ćehotine. Ob Drini skozi Fočo teče magistralna cesta M20.
Skupna površina občine je 1115 km², od česar je 71 % pokritih z gozdom. Pod občino spada najvišji vrh Bosne in Hercegovine – planina Maglić, 2386 m – kot tudi večji del narodnega parka Sutjeska vključno z edinim pragozdom v državi, Perućico. Jugovzhodno mejo občine tvori reka Tara.

## Zgodovina
Mesto se prvič omenja leta 1366, ko je bilo postojanka na trgovski poti, ki je povezovala Dubrovnik s Srbijo. v srednjem veku je bilo znano pod imeni Hotča, Hoča, Chozza, Choç in podobnimi. V 15. stoletju se je razvilo v trgovsko in obrtniško mesto. Leta 1465 ga je zasedlo Osmansko cesarstvo.
Aprila 1941 so Fočo okupirale italijanske sile. V maju je bila vzpostavljena ustaška oblast, ki je trajala do septembra, ko je vzpon protifašističnega gibanja prisilil Italijane, da znova prevzamejo nadzor nad mestom. Decembra 1941 so oblast prepustili četnikom. Ti so se iz maščevanja za ustaško represijo nad Srbi znesli nad civilnim muslimanskim prebivalstvom in pobili čez 2000 ljudi. Januarja 1942 je Fočo zavzel Durmitorski partizanski odred in na osvobojenem ozemlju, včasih znanem kot »Fočanska republika«, sta delovala vrhovni štab NOVJ in Centralni komite KPJ. Mesto je italijanska vojska znova zavzela maja 1942. Do konca vojne je bila Foča še večkrat osvobojena in vnovič okupirana.
Ob začetku vojne v Bosni in Hercegovini je mesto padlo pod nadzor Vojske Republike Srbske. Januarja 1994 je srbska oblast mesto preimenovala v Srbinje. Od leta 1992 do 1994 so srbske vojaške, policijske in paravojaške sile v Foči izvajale etnično čiščenje bošnjaškega prebivalstva, po katerem je na območju mesta ostalo le okoli deset Bošnjakov. Po podatkih Raziskovalno-dokumentacijskega centra je bilo med vojno v občini ubitih ali izginilo 2707 ljudi, od tega 1513 bošnjaških in 155 srbskih civilistov. Srbski uslužbenci so sistematično uničevali muslimanske domove, njihove prebivalce zapirali v taborišča, ugrabljene ženske in dekleta, tudi mladoletna, pa so prodajali drug drugemu in množično posiljevali. Veliko prebivalcev Foče, ki so ušli etničnemu čiščenju, se je zateklo v črnogorsko mesto Rožaje. V številnih procesih je haaško sodišče razsodilo, da so etnično čiščenje, umori, spolno suženjstvo, uničevanje lastnine in dediščine v Foči predstavljali zločine proti človeštvu, odgovorne pa obsodilo vojnih zločinov.
Daytonski sporazum leta 1995 je večino predvojne občine vključno z mestom dodelil Republiki Srbski, manjši del na severu pa je postal ločena občina Foča - Ustikolina (pozneje preimenovana samo v Občino Foča) v sestavu Federacije BiH. Leta 2004 je ustavno sodišče Bosne in Hercegovine odločilo, da je preimenovanje mesta v Srbinje neustavno, in mu vrnilo ime Foča.

## Prebivalstvo
Po podatkih popisa prebivalstva leta 1991 je v Foči živelo 14 335 prebivalcev. Do popisa leta 2013 se je število zmanjšalo na 11 237.
| . Foča, popis 1991; skupaj 14335 Srbi 7901 (55,1 %) Muslimani 5526 (38,5 %) Hrvati 74 (0,5 %) Jugoslovani 312 (2,2 %) drugi in neznano 522 (3,6 %) | . Foča, popis 2013; skupaj: 11237 Srbi 10939 (97,3 %) Bošnjaki 83 (0,7 %) Hrvati 37 (0,3 %) drugi in neznano 178 (1,6 %) |

## Občina
Občina Foča poleg samega mesta Foče zajema še 100 naselij: Anđelije, Bastasi, Beleni, Biokovo, Birotići, Bogavići, Borje, Borovinići, Brajići, Brajkovići, Brod, Brusna, Budanj, Bujakovina, Bunovi, Cerova Ravan, Crnetići, Cvilin, Čelebići, Čelikovo Polje, Ćurevo, Daničići, Derolovi, Drače, Dragočava, Dragojevići, Đeđevo, Fališi, Filipovići, Glušca, Godijeno, Gostičaj, Govza, Gradac, Grandići, Grdijevići, Hum, Huseinovići, Igoče, Izbišno, Jasenovo, Ječmišta, Jeleč, Jošanica, Kolun, Kosman, Kozarevina, Kozja Luka, Kratine, Krna Jela, Kruševo, Kunduci, Kunovo, Kuta, Ljubina, Marevo, Mazoče, Meštrevac, Miljevina, Mirjanovići, Mješaji, Orahovo, Papratno, Patkovina, Paunci, Poljice, Popov Most, Potpeće, Prevrać, Prijeđel, Prisoje, Puriši, Radojevići, Rijeka, Rodijelj, Slatina, Sorlaci, Susješno, Škobalji, Štović, Šuljci, Tečići, Tjentište, Tođevac, Toholji, Trbušće, Trtoševo, Tvrdaci, Velenići, Vikoč, Vitine, Vojnovići, Vranjevići, Vrbnica, Vučevo, Vukušići, Zakmur, Zavait, Zubovići, Željevo.
Občina ima po popisu 2013 skupno 18 288 prebivalcev, kar je več kot dvakrat manj od leta 1991. Nekdaj narodnostno mešana občina (51,3 % Bošnjakov in 45,2 % Srbov) je danes pretežno homogena (91,5 % Srbov).